# جغال عوية (جفال)
جغال عوية (بالفارسية: جغال عویه) هي منطقة سكنية تقع في إيران في قسم جفال الريفي. يقدر عدد سكانها بـ 682 نسمة بحسب إحصاء 2016.